# Pierre Denis (Rauzan)
Pour les articles homonymes, voir Pierre Denis et Denis.
Pierre Denis, né le 12 juin 1883 à Grenoble et mort le 28 juillet 1951 à Paris, est un géographe et financier français, dirigeant de la France libre sous le nom de Pierre Rauzan.

## Biographie
Fils de l'historien Ernest Denis, il étudie à l'École normale supérieure. Agrégé d'histoire et de géographie, il est boursier du Tour du Monde (1906-1908), puis occupe les fonctions de chargé de cours à Washington (1908-1909). Professeur au lycée de Bar-le-Duc, il prépare sa thèse de géographie en 1911.
Professeur à Buenos Aires (1912-1914), il est mobilisé le 3 août 1914 comme sergent dans l'infanterie au 169e RI, avant d'être affecté le 18 septembre suivant au 38e RI, et combat notamment à Ribécourt. Décoré de la Légion d'honneur, il est nommé sous-lieutenant à titre temporaire le 1er avril 1915. Après un passage au dépôt de son régiment de mai à décembre 1915, il passe au 372e RI, sur le front d'Orient, où il sert en qualité de chef de section et rejoint, le 7 juin 1916, le 2e bureau (renseignement) de l'état major, à Salonique. Promu lieutenant le 4 décembre 1917, il est cité à l'ordre du corps d'armée, avec attribution de la croix de guerre avec une étoile de vermeil le 20 novembre 1918.
Rapatrié d'Orient le 27 décembre 1918 et démobilisé le 15 février 1919, il est mis à la disposition du ministre du Commerce, Étienne Clémentel, au sein d'un comité chargé de préparer les clauses économiques des traités de paix, à Paris puis à Londres, où il fait la connaissance de Jean Monnet au printemps 1919,.
Faute de pouvoir retourner en Argentine, il accepte en juin 1919 une chaire de géographie à l'Université de Strasbourg, qu'il quitte pour entrer le 5 septembre à la Société des Nations, à Londres puis, à partir d'octobre 1920, à Genève, comme adjoint de Paul Mantoux à la section politique du secrétariat général. À ce poste, il participe au règlement de la question de la Haute-Silésie, où il se rend en mars-avril 1920. Le 24 novembre 1921, il est nommé personal assistant du secrétaire général adjoint de la SDN, Jean Monnet jusqu'au 18 décembre 1922, puis Joseph Avenol. Dans ces nouvelles fonctions, il s'occupe de la stabilisation de la monnaie autrichienne en 1922-1923. En septembre 1924, il entre à la section économique et financière de la SDN comme adjoint d'Arthur Salter et secrétaire du Comité financier de la SDN, au sein duquel il travaille au règlement de la crise financière et monétaire de la Hongrie en 1924.
Démissionnaire de la SDN le 31 décembre 1926, il rejoint la banque Blair et Cie, dont Monnet est le vice-président, en qualité de secrétaire général du bureau de Paris (1926-1932), assisté de René Pleven. Dans ce cadre, il mène des missions pour assurer la stabilisation du złoty polonais en 1927 et du leu roumain en 1928-1929. Ayant perdu son emploi en février 1932, il est missionné par la SDN comme expert financier en Roumanie en  avril-octobre 1932, mais y renonce pour procéder, à Stockholm, à la demande de Monnet, à la liquidation des affaires Kreuger entre 1932 et 1934.
Nommé le 18 février 1935 associé et directeur du bureau parisien de la firme Monnet, Murnane & Co, il prend, par ailleurs, la tête d'une affaire financière personnelle, place de la Madeleine, de 1935 à 1939, et achète le domaine de la Salle, près de Rauzan (Gironde) le 4 juin 1934. En 1936, il assure une mission d'expert monétaire auprès du gouvernement du Venezuela pour sauver le bolívar vénézuélien.
Mobilisé au début de la Seconde Guerre mondiale, il est affecté, comme lieutenant de réserve, à la défense passive au 212e régiment régional, à la caserne de Reuilly, à Paris, puis détaché au cabinet du ministre de l'Air. Mis, avec Pleven, à la disposition de Jean Monnet, à Londres, pour négocier la coopération franco-britannique et les achats de guerre aux États-Unis jusqu'en mai 1940, il rejoint ensuite le Comité des programmes du ministère des Finances, à Paris, sous la direction de Roger Auboin.
Le 11 juin 1940, il quitte Paris avec le personnel du Comité des programmes. Le 20 juin, il quitte Bordeaux pour Londres avec Pleven à bord d'un hydravion affrété par Monnet, où il rallie la France libre le 29. Incorporé aux Forces françaises libres le 25 juin et affecté au service financier, au quartier général, il est nommé par le général de Gaulle directeur des finances de la France libre le 2 août, sous le nom de « Rauzan » (d'après Rauzan, où il a une propriété), et promu capitaine le 15 août,. En septembre 1940, il obtient, avec René Cassin, que les avances de trésorerie effectuées par un dominion ou un territoire britannique à un territoire français soient comptabilisées à la charge de la France libre, à Londres. De même, il collabore à la préparation des accords économiques franco-britanniques du 21 janvier 1941 et aux accords financiers et de trésorerie de mars suivant. Sur son initiative, la Caisse centrale de la France libre fut créée par l'ordonnance du 2 décembre 1941, afin de gérer les crédits accordés par le Trésor britannique.
De juillet à septembre 1943, il assure la fusion monétaire et financière des territoires de la France libre avec ceux de l'Afrique du Nord et de l'Afrique occidentale française. Puis il procède à l'installation de la Caisse centrale à Alger et supplée Jean Monnet, commissaire en mission aux États-Unis dans les problèmes de ravitaillement, avant d'être nommé en 1944 représentant financier du Comité français de la Libération nationale auprès du gouvernement britannique.
Le 14 mars 1944, il échappe à la mort lors du bombardement de l'immeuble où il loge, chez les Pleven,.
À la fin de la guerre, il participe à l'accord final, signé par Pleven, fixant la dette de la France, pour les avances de guerre reçues de la Grande-Bretagne, à environ 30 millions de livres. Commissaire aux Finances dans le CFLN, Pierre Mendès France peut ainsi affirmer, lors de la présentation du premier budget public devant l'Assemblée consultative provisoire d'Alger : « Ces années de guerre active n'ont même pas coûté à la France le prix d'une exposition ».
En 1945, il devient président du conseil de surveillance de la caisse centrale et de la société SERIAC, fondée par lui, jusqu'à son décès, en 1951.

## Œuvres
- Le Brésil au XXe siècle, Paris, Armand Colin, 1909, 312 p.
- La République Argentine, la mise en valeur du pays, Paris, Armand Colin, 1920, 303 p.
- Géographie universelle, sous la direction de Paul Vidal de La Blache et Lucien Gallois, tome XV : Amérique du Sud, Paris, Armand Colin, 1927, 479 p.
- Souvenirs de la France libre, Paris, Berger-Levrault, 1946, XII-244 p.
- Les Apprentis sorciers (roman autobiographique), Les Éditions de la Nouvelle France, 1947, 204 p. (réédition, L'Harmattan, 1989)
- Les Métiers et les Jours (autobiographie, préface de Jean Monnet), Paris, René Julliard, 1951, 268 p.